# ヴァシリス・トロシディス
ヴァシレイオス・"ヴァシリス"・トロシディス（ギリシア語: Βασίλης Τοροσίδης, 英語: Vasilis Torosidis, 1985年6月10日 - ）は、ギリシャ・クサンティ出身の元同国代表サッカー選手。現役時代のポジションはDF。

## 経歴

### クラブ
2002年にシュコダ・クサンティFCでキャリアをスタートさせ、2007年1月、オリンピアコスFCに5年契約で移籍した。オリンピアコスでは主将も務めた。
2013年1月23日にイタリア・セリエAのASローマに2年半契約で完全移籍。
2016年8月31日にボローニャFCへ完全移籍。
2018年7月28日、オリンピアコスFCに復帰。
2020年9月13日、現役引退を表明した。

### 代表
2007年にギリシャ代表デビューを果たし、UEFA EURO 2008、2010 FIFAワールドカップのメンバーにも選ばれた。
2010 FIFAワールドカップ・グループリーグ第2戦のナイジェリア戦では味方のシュートのこぼれ球に反応して決勝ゴールを決めた。

## 代表歴

### 出場大会
- ギリシャ代表
  - 2010 FIFAワールドカップ
  - 2014 FIFAワールドカップ

### 試合数
- 国際Aマッチ 101試合 10得点（2007年-2019年）[3]

| ギリシャ代表 | 国際Aマッチ | 国際Aマッチ |
| 年           | 出場        | 得点        |
| ------------ | ----------- | ----------- |
| 2007         | 9           | 0           |
| 2008         | 11          | 1           |
| 2009         | 5           | 1           |
| 2010         | 9           | 2           |
| 2011         | 8           | 1           |
| 2012         | 12          | 2           |
| 2013         | 9           | 0           |
| 2014         | 12          | 0           |
| 2015         | 4           | 0           |
| 2016         | 10          | 2           |
| 2017         | 5           | 1           |
| 2018         | 6           | 0           |
| 2019         | 1           | 0           |
| 通算         | 101         | 10          |

## タイトル

### クラブ
オリンピアコス
- ギリシャ・スーパーリーグ (7): 2006–07, 2007–08, 2008–09, 2010–11, 2011–12, 2012–13, 2019–20
- ギリシャ・カップ  (4) : 2008, 2009, 2012, 2020
- ギリシャ・スーパーカップ (1) : 2007